# Hurlingham
Hurlingham es la ciudad cabecera del partido bonaerense homónimo, ubicado en la Zona Oeste del Gran Buenos Aires, Argentina. Se encuentra en la primera sección electoral de la Provincia de Buenos Aires.

## Historia
Con una extensa historia de casi 140 años basada en el aporte de colonias británicas, alemanas, italianas y españolas,[cita requerida] fue creada con la gestación del Hurlingham Club, que dio origen al pueblo.[cita requerida]

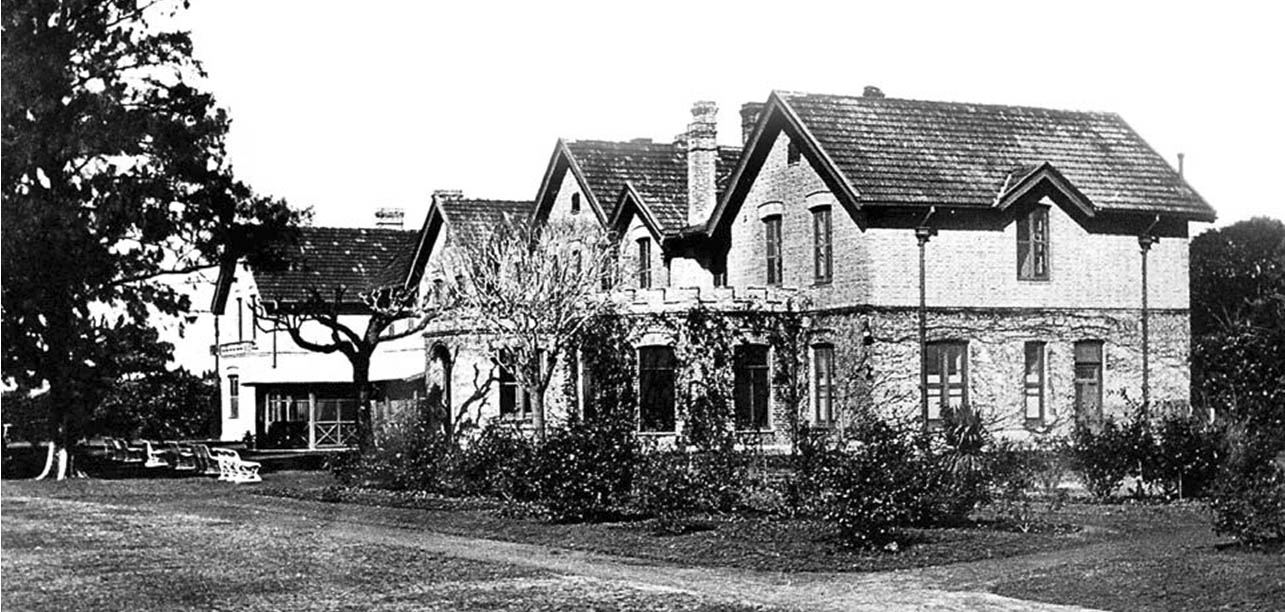
La primera casa club, inaugurada en 1894.

El municipio fue creado por la Ley provincial N.° 11610 en diciembre de 1994y funciona como municipalidad desde 1995.[cita requerida] La localidad, emplazada en la zona centroeste de la provincia, se caracteriza por sus espacios verdes (campos de investigación del Instituto Nacional de Tecnología Agropecuaria),[cita requerida] linderos al Camino del Buen Ayre.
Además, el partido también es reconocido por ser el más chico de la provincia de Buenos Aires.[cita requerida]
En los últimos años Hurlingham coronó un hito en su historia: durante el año 2015, se fundó, por Ley, la Universidad Nacional de Hurlingham (UNAHUR). Ubicada en el edificio del ex frigorífico Las Tres Cruces, Villa Tesei, la casa de estudios ya alberga a más de 7000 alumnos. El 80% de los mismos es el primer miembro del grupo familiar que accede a estudiar en un nivel universitario.

## Geografía

### Ubicación

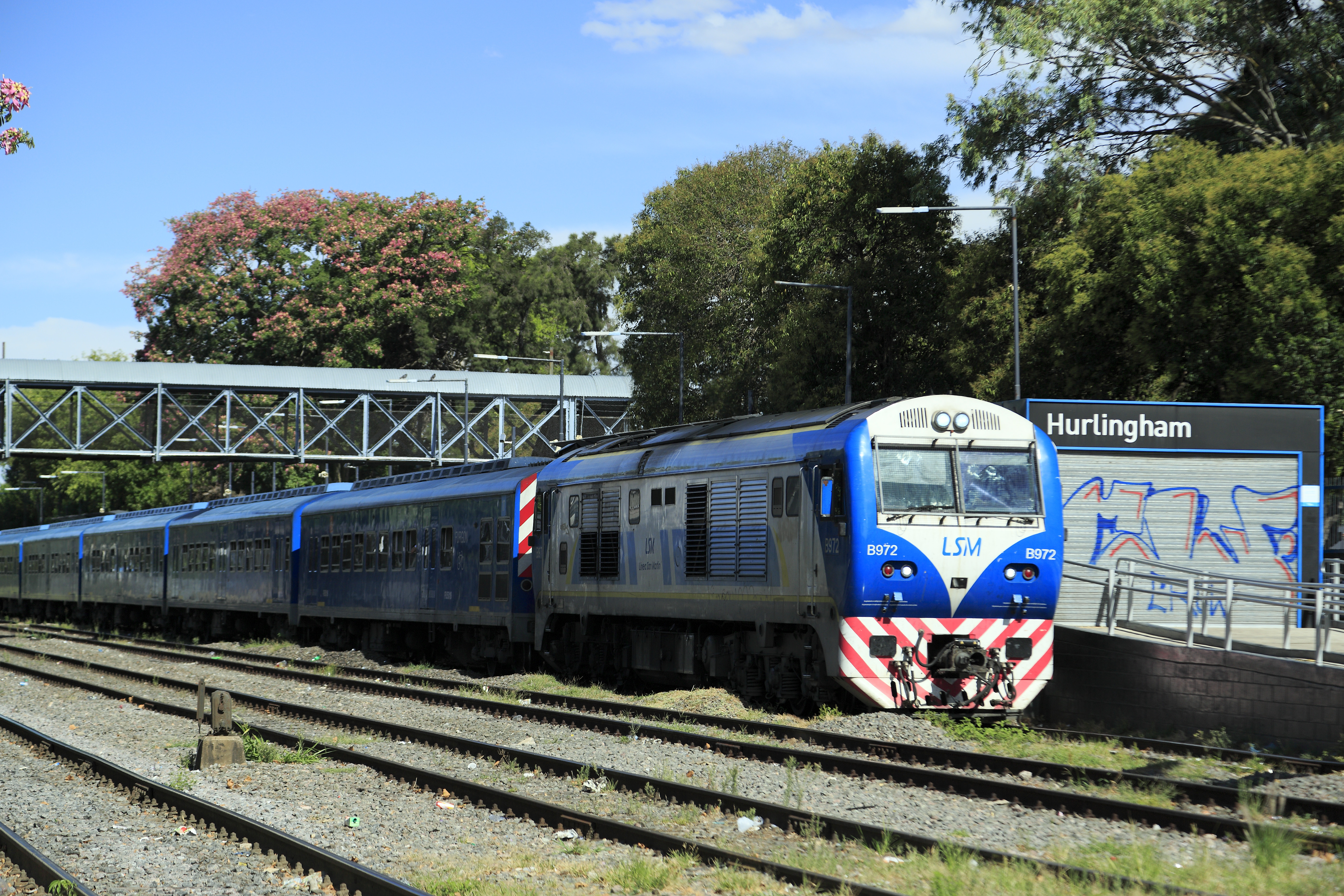
La Estación Hurlingham.

La ciudad se encuentra en el oeste del Gran Buenos Aires, aproximadamente a unos 24 km de la Ciudad de Buenos Aires.
Limita al sur con partido de Morón, al oeste con el partido de Ituzaingó, al norte con el partido de San Miguel y al este con el partido de Tres de Febrero.

## Medios de comunicación
- Simbiótica FM 101.3
- Oeste Noticias
- Diario El Progreso
- Revista Hurlingham casaxcasa
- Revista D-hurlingham

## Deportes
La ciudad cuenta con los tres clubes de rugby del partido: Curupaytí, Hurling Club y El Retiro todos asociados a la URBA.[cita requerida]
En el Hurling Club además se practican hurling, hockey y fútbol gaélico (masculino y femenino).
Por su parte, en el Hurlingham Club se practica, golf, tenis (con unas de las pocas canchas de césped de Latinoamérica) y crícket. Además, se desarrolla el abierto de polo ininterrumpido más antiguo del mundo.[cita requerida]
Otro deporte que es practicado con abundancia de niños y jóvenes es el básquet. El principal club donde se desarrolla es en el Defensores de Hurlingham, fundado en 1921. 
Respecto al fútbol, es muy intensa su práctica, y hasta se diría mayoritaria, tanto como recreativo como a nivel federativo. Los principales clubes se encuentran en las ciudades de Hurlingham, Villa Tesei y William Morris. En la actualidad hay una liga de fútbol infantil que reúne a una veintena de entidades. De aquí es originario Nehuén Pérez, futbolista. También cuenta con una liga de futbol amateur de adultos con gran participación de los vecinos de clubes como barrio El Destino, barrio El Cartero, Quinta de los Pibes, barrio Luna, SF San Damian, barrio El Pampero, Ateneo Roca, Luis Greppi, Atlético Belgrano, San Martin, El Palango, Santa Leonor, Los Patitos.